# Joseph Brodmann
Joseph Brodmann (ur. w 1763, według niektórych źródeł w 1771 w Deuna, Eichsfeld, Prusy, zm. 13 maja 1848 w Wiedniu) – austriacki budowniczy fortepianów, mistrz i nauczyciel Ignaza Bösendorfera.

## Budowniczy fortepianów i pianin
Joseph Brodmann urodził się w 1763 roku w Deuna – dzisiejsza Saksonia-Anhalt. Jako młodzieniec przybył do Wiednia i rozpoczął praktykę u znanego budowniczego fortepianów Fredericka Hoffmanna. W tym czasie Wiedeń staje się centrum świata muzycznego za sprawą kompozytorów Mozarta, Beethovena i Schuberta – współczesnych Josepha Brodmanna.
Joseph Brodmann był jednym z najsłynniejszych konstruktorów i budowniczych fortepianów swoich czasów. W leksykonie muzycznym z 1800 roku odnotowano: „Joseph Brodmann – budowniczy instrumentów, specjalista w wykonywaniu fortepianów o solidnym wykończeniu”. Do dziś zachował się w Musikinstrumenten-Museum Berlin fortepian będący własnością Carla Marii von Webera oraz fortepian młoteczkowy z manuałem nożnym w wiedeńskim Muzeum Historii Sztuki w Wiedniu.
Jego najzdolniejszy uczeń Ignaz Bösendorfer przejął w 1828 roku manufakturę, która jest obecnie, obok Steinway & Sons jednym z wiodących światowych producentów fortepianów.

## Brodmann dziś
Główna siedziba firmy Brodmann mieści się nadal w Wiedniu, niedaleko pierwszej manufaktury Josepha Brodmanna. Joseph Brodmann Piano Group jest koncernem o ogólnoświatowym zasięgu, z oddziałami regionalnymi mieszczącymi się w Wiedniu, Londynie, Hongkongu i USA.